# 里奧內格羅區
里奧內格羅區（西班牙語：Distrito de Río Negro）是秘魯的一個區，位於該國中部胡寧大區的薩蒂波省，始建於1965年3月26日，面積714.98平方公里，海拔高度650米，2005年人口17,448，人口密度每平方公里24人。